# Seborroïsch eczeem
Seborroïsch eczeem of eczema seborrhoicum is een schilferige aandoening van de huid. De huidcellen delen zich vele malen sneller dan gebruikelijk en afgestorven cellen laten in kleine droge plakjes los: de schilfers. Meestal zijn er een of enkele plekken op het hoofd die vrij scherp begrensd zijn met daarnaast normale hoofdhuid. Het kan jeuken maar verder is het onschadelijk. De symptomen manifesteren zich op zichtbare plaatsen (zoals het aangezicht) wat erg vervelend kan zijn.

## Symptomen
Bij seborroïsch eczeem treedt soms jeuk op. De aangetaste huid is roodachtig. Door krabben kan de huid beschadigen en kan er eventueel een secundaire infectie optreden. Ook kan het zich uitbreiden naar andere plaatsen op de huid, bijvoorbeeld naast de neusvleugels of bij de wenkbrauwen.

## Oorzaken
Seborroïsch eczeem is stress gerelateerd en wordt mogelijk mede veroorzaakt door een gist (schimmel), Malassezia ovale (voorheen bekend onder de naam Pityrosporum ovale). Ook bij 'gewone' roos (medische naam pityriasis capitis) speelt deze gist mogelijk een rol.

## Behandeling
Het beste medicijn (zover bekend) is ketoconazol. Dit is verkrijgbaar in shampoo en als zalf. De shampoo in een lichte concentratie bij de drogist en apotheek, in hogere concentratie en als zalf alleen via de huisarts bij de apotheek. Andere shampoos, op basis van bijvoorbeeld zinkpyrithion, seleensulfide, koolteer of salicylzuur zijn minder werkzaam en helpen alleen bij lichte vormen van roos. Corticosteroïdelotions helpen ook vrij goed maar hebben weer hun eigen nadelen.

## Verwante aandoeningen
Roos is een lichte vorm van seborroïsch eczeem. Het is een bekende aandoening, vooral door de reclames van shampoofabrikanten.
Pasgeboren kinderen hebben weleens berg, gelige dikke schilfers op de hoofdhuid. Ook dit is een vorm van seborroïsch eczeem. Na enkele maanden of jaren verdwijnt dit meestal spontaan.
Seborroïsch eczeem wordt weleens verward met psoriasis, vooral als het in het gezicht is. Er is echter geen relatie.